# بلوویتسه
بلوویتسه (به چکی: Blovice) یک منطقهٔ مسکونی و شهرستان دارای شهرک سابقاً روستا در جمهوری چک است که در Plzeň-South District واقع شده‌است. بلوویتسه ۴٬۰۱۹ نفر جمعیت دارد.